# 原尻鎮清
原尻 鎮清（はらじり しげきよ）は、戦国時代から安土桃山時代にかけての武将。立花氏の家臣。

## 出自
『柳河藩享保八年藩士系図』によると、先祖は後に古庄次郎左衛門と改名した筑井親直（左衛門尉）とする古庄氏の出身。なお、鎮清が原尻を称した経緯は『柳河藩享保八年藩士系図』では触れられていない。鎮清の子孫は柳河藩に仕えて原尻、古庄、筑井を名乗り、立花氏を賜姓される者もいた。

## 生涯
古庄鎮行（丹後）の子として誕生。
豊後国の戦国大名・大友氏の家臣・戸次鑑連に豊後入田郷藤北（現在の大分県豊後大野市）で召し出される。
鑑連に従って、永禄11年（1568年）4~7月の立花鑑載討伐などに従軍し戦功を挙げ、天正年中に大友義統より連名感状2通を賜る。
なお、『柳河藩享保八年藩士系図』の立花八次郎系譜に掲載される義統御判の感状2通に弟の原尻市正と共に「原尻左馬介」「原尻左之介」の名が見える。また、天正9年（1581年）に立花宗茂が立花氏の養子となって岩屋城から立花山城に移る際の御供の一人を勤めた。
天正13年（1585年）9月11日、筑後遠征中の鑑連死去に際し、殉死を望む由布惟信や小野鎮幸ら同僚に、「生きて継承者の統虎(立花宗茂)を支えるこそ真の忠義」という言論で彼らの切腹を阻止した。
天正15年（1587年）9月下旬、佐々成政移封後の肥後国で大規模な国人一揆が発生したとき、鎮圧のため出陣した。
天正15年（1587年）5月27日隈部親永を処刑する際に負傷している。
文禄元年（1592年）、宗茂に従って朝鮮出兵に従軍、文禄5年（1596年）に三潴郡1500石を拝領し、大目付役になり、慶長5年（1600年）まで勤めた。
関ヶ原の戦いによる立花氏の改易以降は肥後国に移り、同地で死去した。